# Vermont (St. Vincent und die Grenadinen)
Vermont ist ein Ort auf der Insel St. Vincent, die dem Staat St. Vincent und die Grenadinen angehört. Der Ort liegt in den Bergen im Südwesten der Insel  und gehört zum Parish Saint Andrew. 